# 愛西市
愛西市（日语：／ Aisai shi */?）是位於日本愛知縣西部的城市。轄區主要位於木曾川下游左岸，全境皆為平原地形，俯瞰形狀呈C字形並包圍著東側的津島市，南半部則是接近海拔零公尺地區。分隔木曾川及其支流長良川的木曾三川分流工程即位於轄內，愛西市即以此工程區域為界與岐阜縣和三重縣相鄰。

## 人口
| 愛西市人口分布圖 |                                               |  |
| 愛西市與日本全國年齡別人口分布比較圖 （2005年資料） | 愛西市的年齡、男女別人口分布圖 （2005年資料） |  |
| ■紫色是愛西市 ■綠色是全国 | ■藍色是男性 ■紅色是女性                       |  |
| 愛西市人口變化 \| 1970年 \| 48,104人 \| \| \| 1975年 \| 57,537人 \| \| \| 1980年 \| 61,337人 \| \| \| 1985年 \| 62,983人 \| \| \| 1990年 \| 63,143人 \| \| \| 1995年 \| 64,216人 \| \| \| 2000年 \| 65,597人 \| \| \| 2005年 \| 65,556人 \| \| \| 2010年 \| 64,978人 \| \| \| 2015年 \| 63,088人 \| \| \| 2020年 \| 60,829人 \| \| |                                               |  |
| 資料來源：日本總務省統計中心提供之人口普查數據 |                                               |  |
| 1970年 | 48,104人                                      |  |
| 1975年 | 57,537人                                      |  |
| 1980年 | 61,337人                                      |  |
| 1985年 | 62,983人                                      |  |
| 1990年 | 63,143人                                      |  |
| 1995年 | 64,216人                                      |  |
| 2000年 | 65,597人                                      |  |
| 2005年 | 65,556人                                      |  |
| 2010年 | 64,978人                                      |  |
| 2015年 | 63,088人                                      |  |
| 2020年 | 60,829人                                      |  |

## 歷史

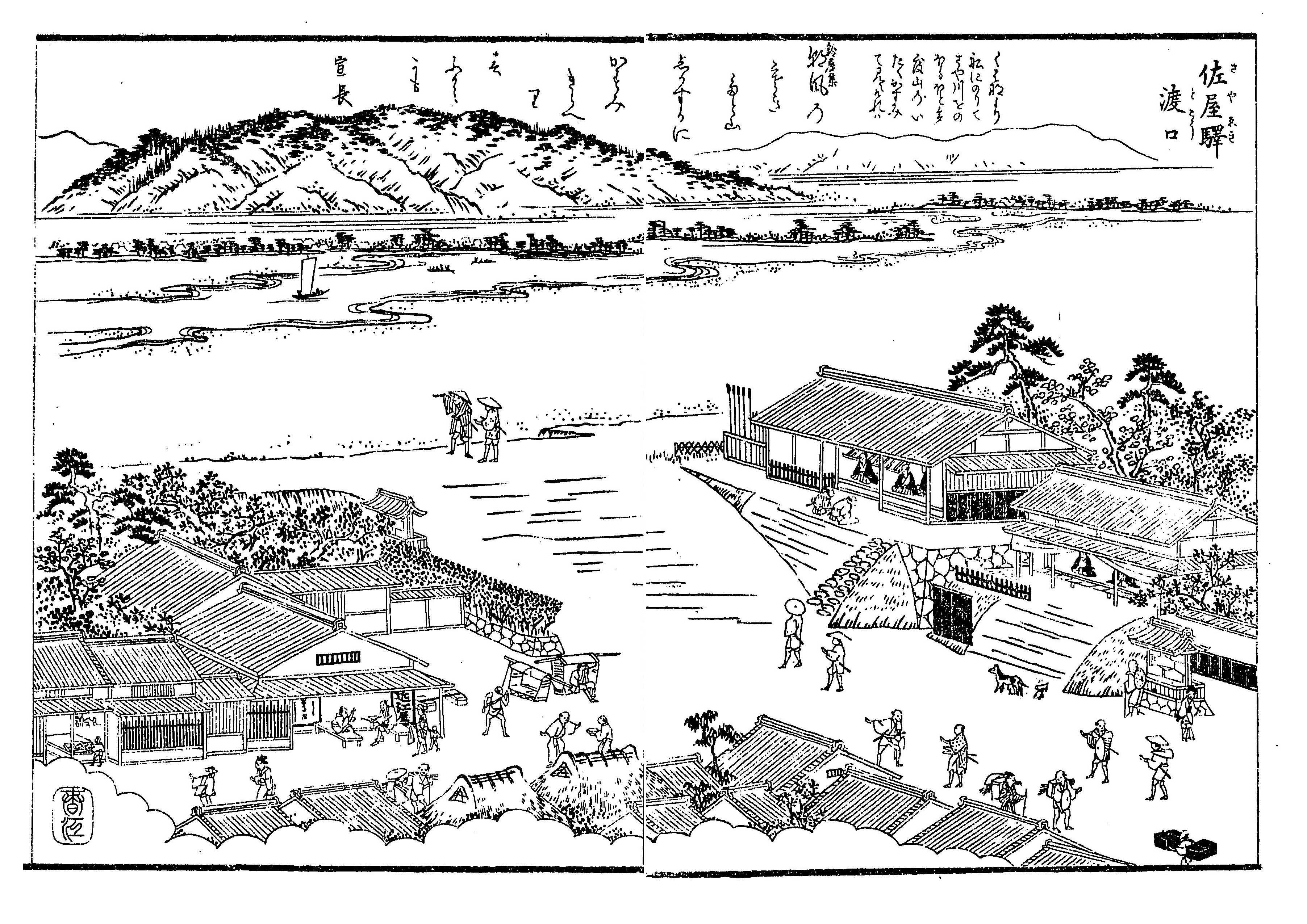
尾張名所圖繪中的佐屋驛渡口、佐屋路・佐屋宿

現在的愛西市轄區過去在令制國時代分屬於尾張國海東郡和海西郡，在15世紀至16世紀當地豪族曾先後在此建立赤目城和早尾東城，16世紀初織田信定在位於現在愛西市東北部的勝幡町地區建立了勝幡城並作為其主要據點，因此被認為織田信定之孫織田信長有可能出生於此；在織田信長崛起後，也曾在位於西南部的森川町地區建立古木江城作為與長島一向一揆對戰的據點，織田信長之弟織田信興戰死於此。在東南部的大野町地區也曾有織田信長之子織田信雄為了與德川家康對戰所建的大野城。
17世紀江戶時代後大部分區域都成為尾張藩的領地，僅小部分區域屬於尾張藩御附家老成瀨氏犬山藩和竹腰氏今尾藩，此地由於位於尾張前往伊勢國的佐屋街道上，逐漸發展為宿場佐屋宿；19世紀明治維新實施廢藩置縣後，這些區域分別改隸屬名古屋縣、今尾縣和犬山縣，但在1871年的第一次府縣整併後全數被併入名古屋縣，四個月後名古屋縣即被更名為愛知縣。
1889年日本實施町村制，現在的愛西市轄區在當時分屬佐依木村、八幡村、大井村、千秋村、草場村、川淵村、勝幡村、諸古村、藤浪村、開治村、八輪村、六和村、早尾村、五會村、立和村、川治村、市腋村、東市江村共18個行政區劃，在1906年愛知縣進行町村整併時，這18個行政區劃被整併為位於東南部的永和村、市江村和佐屋村，位於西南部的立田村，位於西北部的八開村，位於東北部的佐織村，共六個行政區劃。
其中位於東北部的佐織村先是在1939年升格為佐織町，接著位於東南部的佐屋村在1955年與市江村的部分區域整併為佐屋町，又接著在併入原屬永和村的部地區；至此此區域被整併為四個行政區劃。
2000年日本政府開始推動平成大合併，位於海部郡西部的這四個行政區劃即於2005年整併為愛西市，而「愛西」之名即為「愛知縣西部」的意思。

### 變遷表
| 1889年10月1日             | 1889年 - 1944年           | 1889年 - 1944年           | 1945年 - 1954年           | 1955年 - 1989年           | 1989年 - 現在             | 現在                      |
| ------------------------- | ------------------------- | ------------------------- | ------------------------- | ------------------------- | ------------------------- | ------------------------- |
| 神島田村                  | 1906年7月1日 合併為永和村 | 1906年7月1日 合併為永和村 | 1906年7月1日 合併為永和村 | 1956年4月1日 併入津島市   | 1956年4月1日 併入津島市   | 1956年4月1日 併入津島市   |
| 大井村                    | 1906年7月1日 合併為永和村 | 1906年7月1日 合併為永和村 | 1906年7月1日 合併為永和村 | 1956年4月1日 併入佐屋町   | 2005年4月1日 合併為愛西市 | 2005年4月1日 合併為愛西市 |
| 千秋村                    | 1906年7月1日 合併為永和村 | 1906年7月1日 合併為永和村 | 1906年7月1日 合併為永和村 | 1956年4月1日 併入佐屋町   | 2005年4月1日 合併為愛西市 | 2005年4月1日 合併為愛西市 |
| 佐依木村                  | 1906年7月1日 合併為佐屋村 | 1906年7月1日 合併為佐屋村 | 1906年7月1日 合併為佐屋村 | 1955年4月1日 合併為佐屋町 | 2005年4月1日 合併為愛西市 | 2005年4月1日 合併為愛西市 |
| 八幡村                    | 1906年7月1日 合併為佐屋村 | 1906年7月1日 合併為佐屋村 | 1906年7月1日 合併為佐屋村 | 1955年4月1日 合併為佐屋町 | 2005年4月1日 合併為愛西市 | 2005年4月1日 合併為愛西市 |
| 草場村                    | 1906年7月1日 合併為佐織村 | 1939年11月3日 佐織町      | 1939年11月3日 佐織町      | 1939年11月3日 佐織町      | 2005年4月1日 合併為愛西市 | 2005年4月1日 合併為愛西市 |
| 川淵村                    | 1906年7月1日 合併為佐織村 | 1939年11月3日 佐織町      | 1939年11月3日 佐織町      | 1939年11月3日 佐織町      | 2005年4月1日 合併為愛西市 | 2005年4月1日 合併為愛西市 |
| 勝幡村                    | 1906年7月1日 合併為佐織村 | 1939年11月3日 佐織町      | 1939年11月3日 佐織町      | 1939年11月3日 佐織町      | 2005年4月1日 合併為愛西市 | 2005年4月1日 合併為愛西市 |
| 諸古村                    | 1906年7月1日 合併為佐織村 | 1939年11月3日 佐織町      | 1939年11月3日 佐織町      | 1939年11月3日 佐織町      | 2005年4月1日 合併為愛西市 | 2005年4月1日 合併為愛西市 |
| 藤浪村                    | 1906年7月1日 合併為佐織村 | 1939年11月3日 佐織町      | 1939年11月3日 佐織町      | 1939年11月3日 佐織町      | 2005年4月1日 合併為愛西市 | 2005年4月1日 合併為愛西市 |
| 開治村                    | 1906年7月1日 合併為八開村 | 1906年7月1日 合併為八開村 | 1906年7月1日 合併為八開村 | 1906年7月1日 合併為八開村 | 2005年4月1日 合併為愛西市 | 2005年4月1日 合併為愛西市 |
| 八輪村                    | 1906年7月1日 合併為八開村 | 1906年7月1日 合併為八開村 | 1906年7月1日 合併為八開村 | 1906年7月1日 合併為八開村 | 2005年4月1日 合併為愛西市 | 2005年4月1日 合併為愛西市 |
| 六和村                    | 1906年7月1日 合併為八開村 | 1906年7月1日 合併為八開村 | 1906年7月1日 合併為八開村 | 1906年7月1日 合併為八開村 | 2005年4月1日 合併為愛西市 | 2005年4月1日 合併為愛西市 |
| 1906年7月1日 合併為立田村 |                           |                           |                           |                           | 2005年4月1日 合併為愛西市 | 2005年4月1日 合併為愛西市 |
| 早尾村                    |                           |                           |                           |                           | 2005年4月1日 合併為愛西市 | 2005年4月1日 合併為愛西市 |
| 五會村                    |                           |                           |                           |                           | 2005年4月1日 合併為愛西市 | 2005年4月1日 合併為愛西市 |
| 立和村                    |                           |                           |                           |                           | 2005年4月1日 合併為愛西市 | 2005年4月1日 合併為愛西市 |
| 川治村                    |                           |                           |                           |                           | 2005年4月1日 合併為愛西市 | 2005年4月1日 合併為愛西市 |
| 東市江村                  | 1906年7月1日 合併為市江村 | 1906年7月1日 合併為市江村 | 1906年7月1日 合併為市江村 | 1955年4月1日 合併為佐屋町 | 2005年4月1日 合併為愛西市 | 2005年4月1日 合併為愛西市 |
| 市腋村                    | 1906年7月1日 合併為市江村 | 1906年7月1日 合併為市江村 | 1906年7月1日 合併為市江村 | 1955年4月1日 合併為佐屋町 | 2005年4月1日 合併為愛西市 | 2005年4月1日 合併為愛西市 |
| 1955年4月1日 合併為彌富町 | 1906年7月1日 合併為市江村 | 1906年7月1日 合併為市江村 | 1906年7月1日 合併為市江村 | 2006年4月1日 彌富市       | 2006年4月1日 彌富市       |                           |
| 1955年4月1日 合併為彌富町 | 1906年7月1日 合併為彌富町 |                           |                           | 2006年4月1日 彌富市       | 2006年4月1日 彌富市       |                           |

## 交通
名古屋鐵道尾西線以南北向貫穿轄區，可經由南側彌富市的彌富車站換成關西本線，或是在津島市的津島車站換成津島線前往名古屋市區，關西本線及津島線也分別自轄區的東南部和東北部以東西向通過。
高速公路東名阪自動車道則是從轄區南側通過，並在與彌富市交界處設有彌富交流道，南北向的公路則是以國道155號為主。
市內的客運路線由市營的愛西市巡迴巴士經營。

### 鐵路
- 名古屋鐵道
  - 尾西線：（彌富市） - 佐屋車站 - 日比野車站 - （津島市） - 町方車站 - （稻澤市） - 渕高車站 - （稻澤市→）
  - 津島線：（←津島市） - 勝幡車站 - 藤浪車站 - （津島市）
- 東海旅客鐵道
  - 關西本線：（←蟹江町） - 永和車站 - （彌富市→）

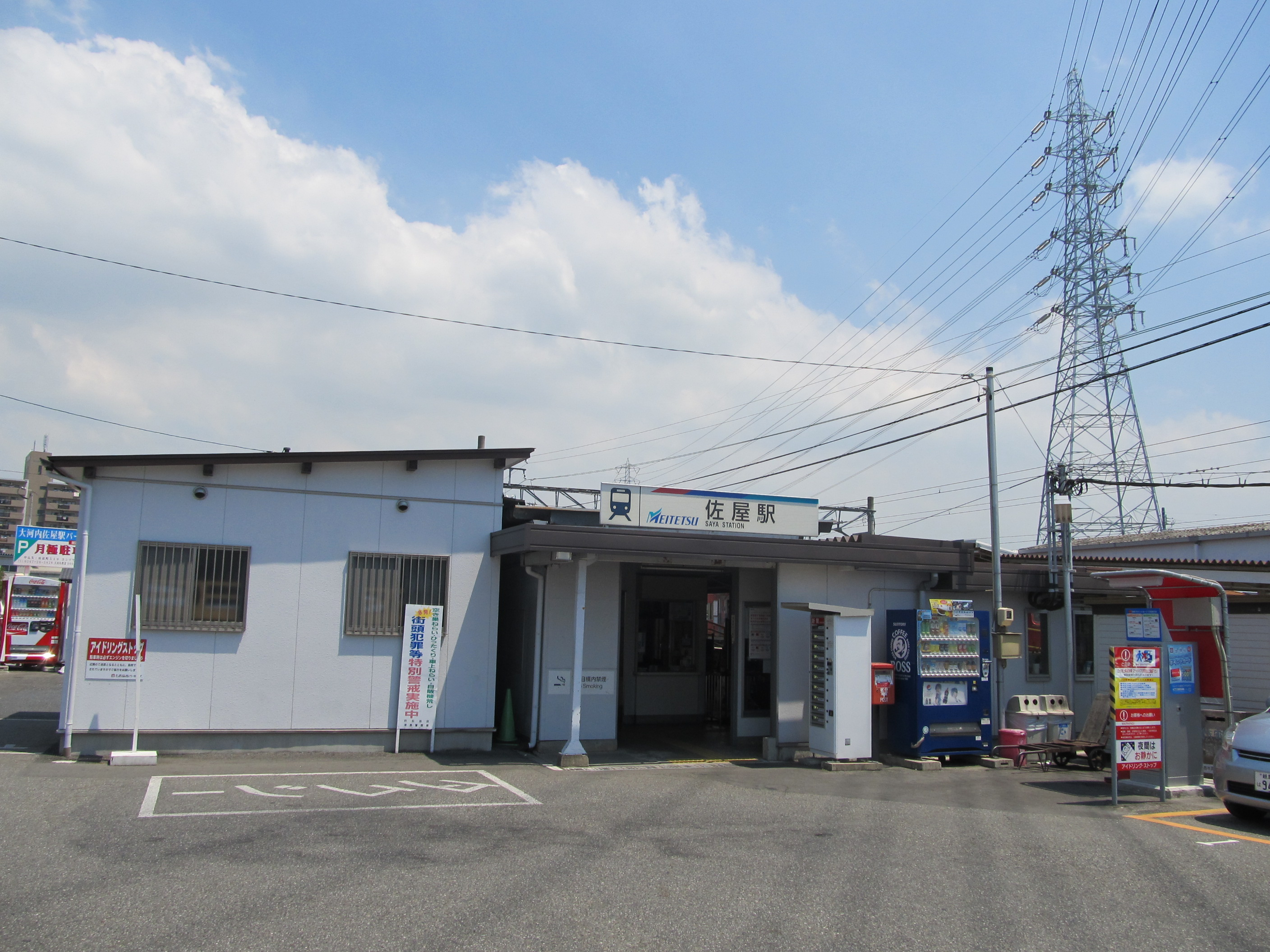
佐屋車站
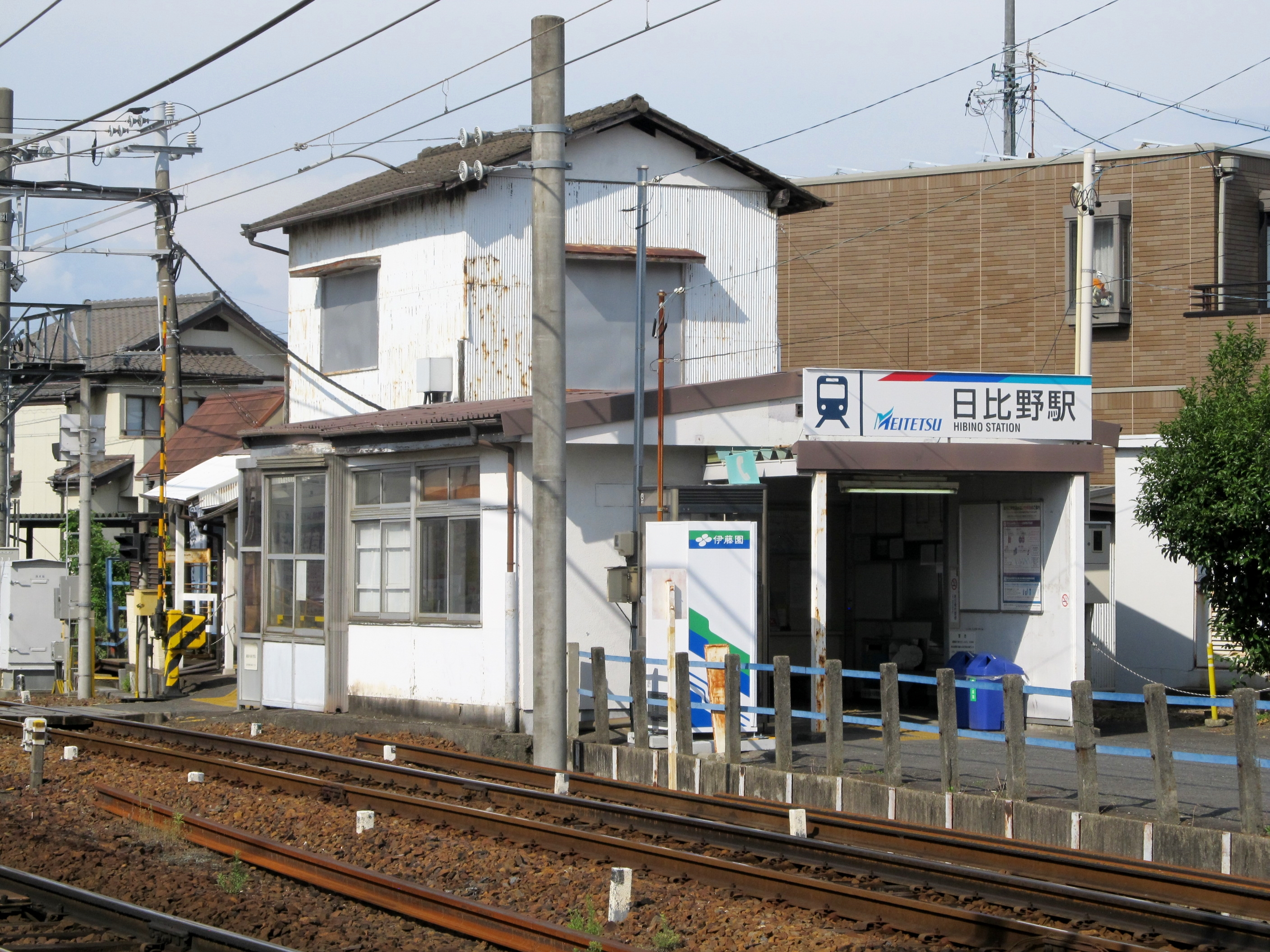
日比野車站
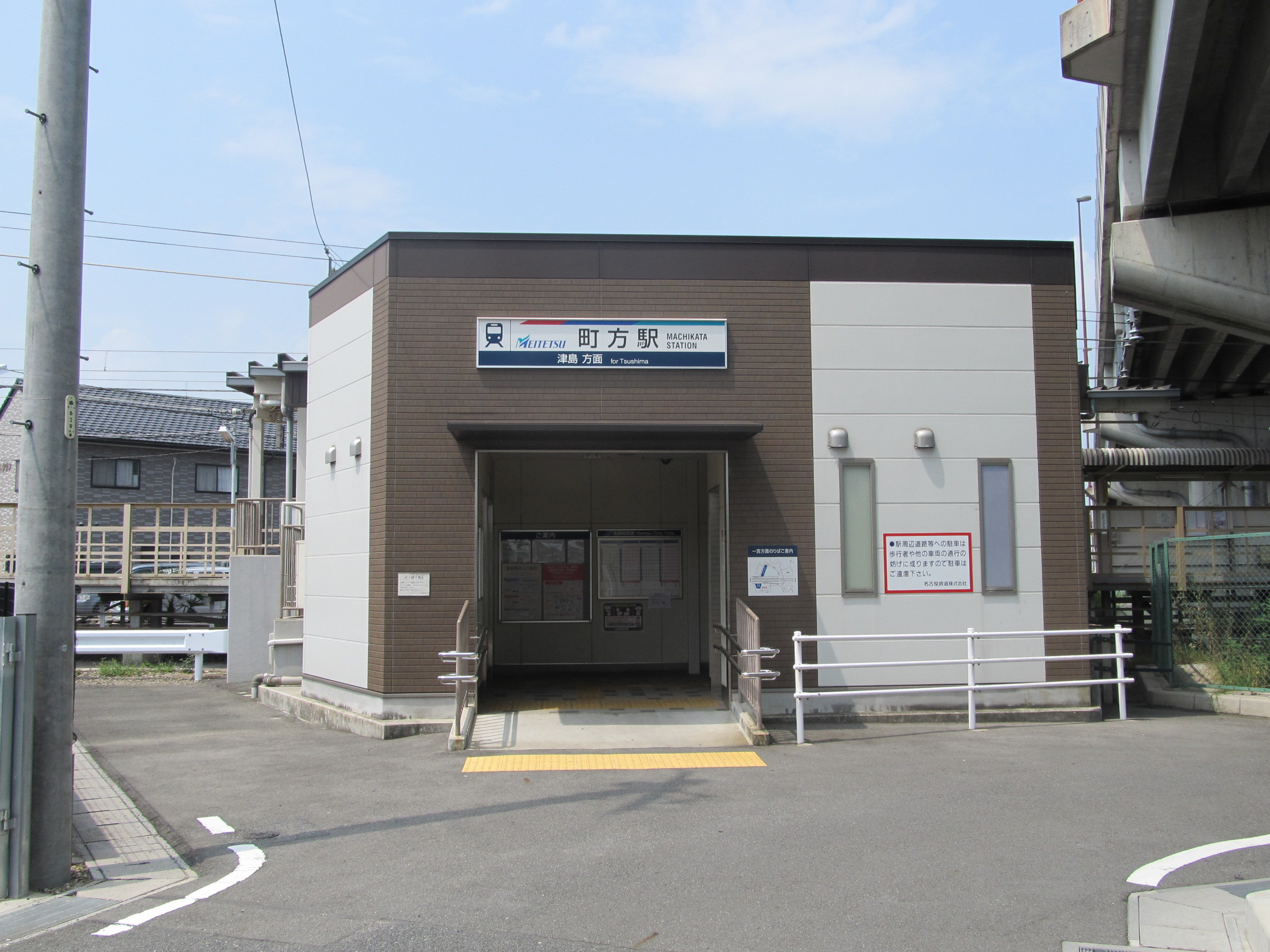
町方車站
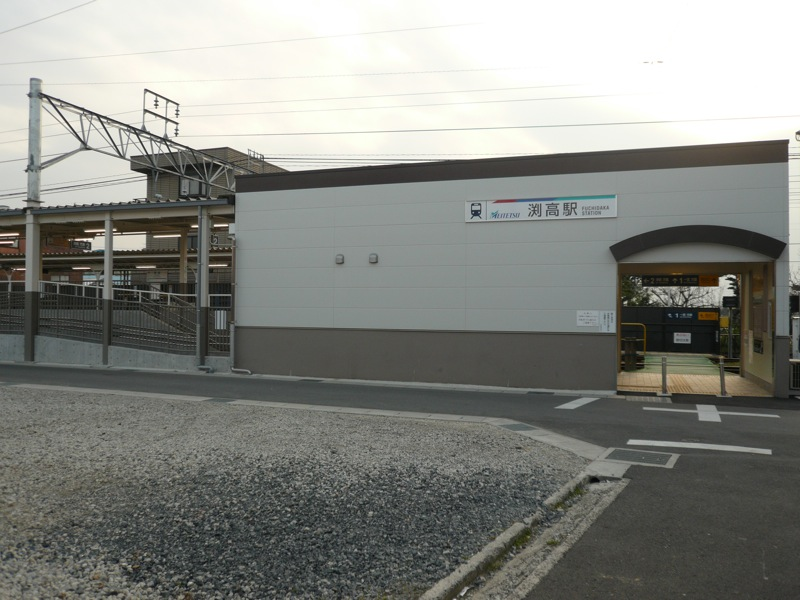
渕高車站東口
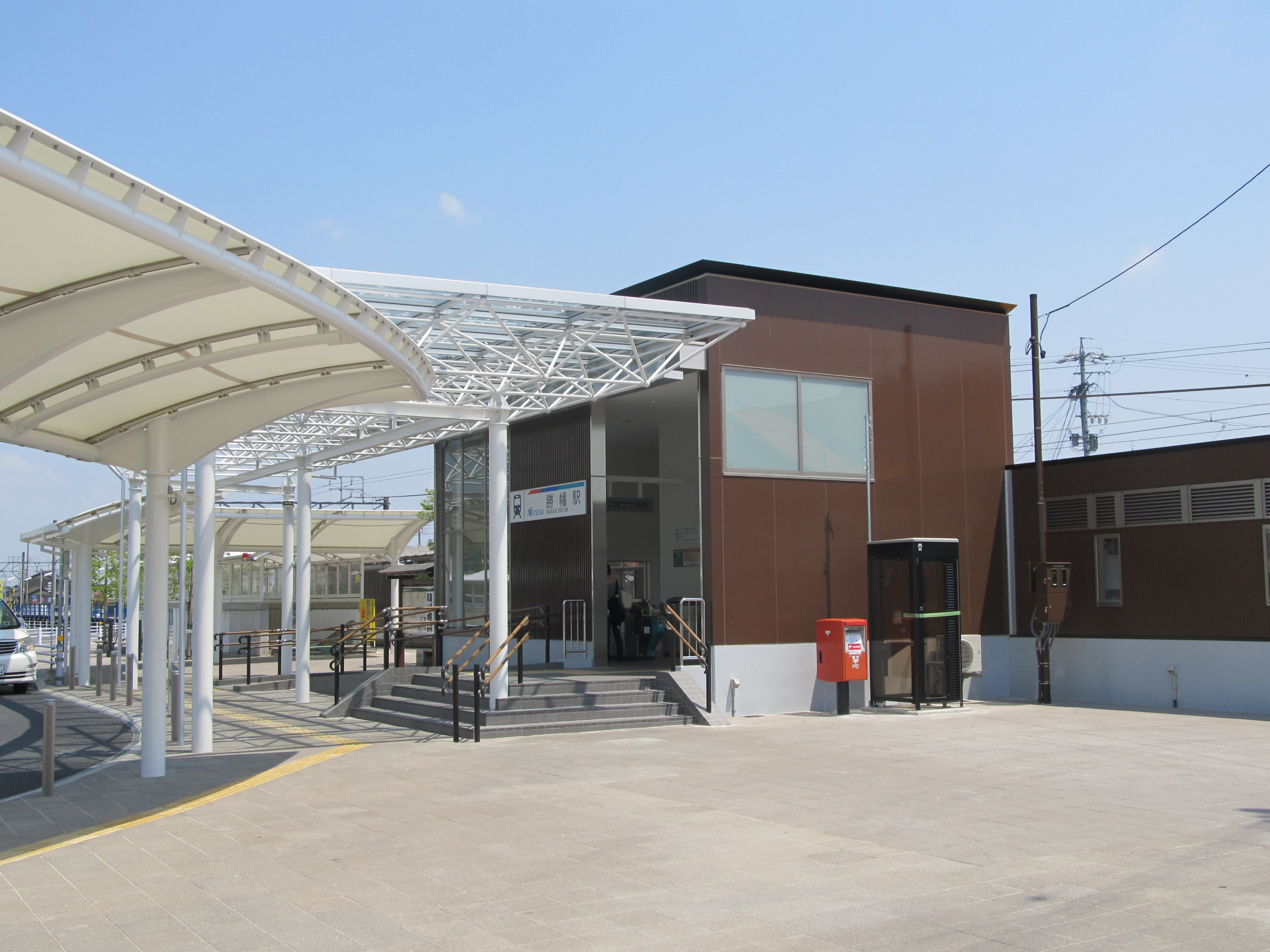
勝幡車站
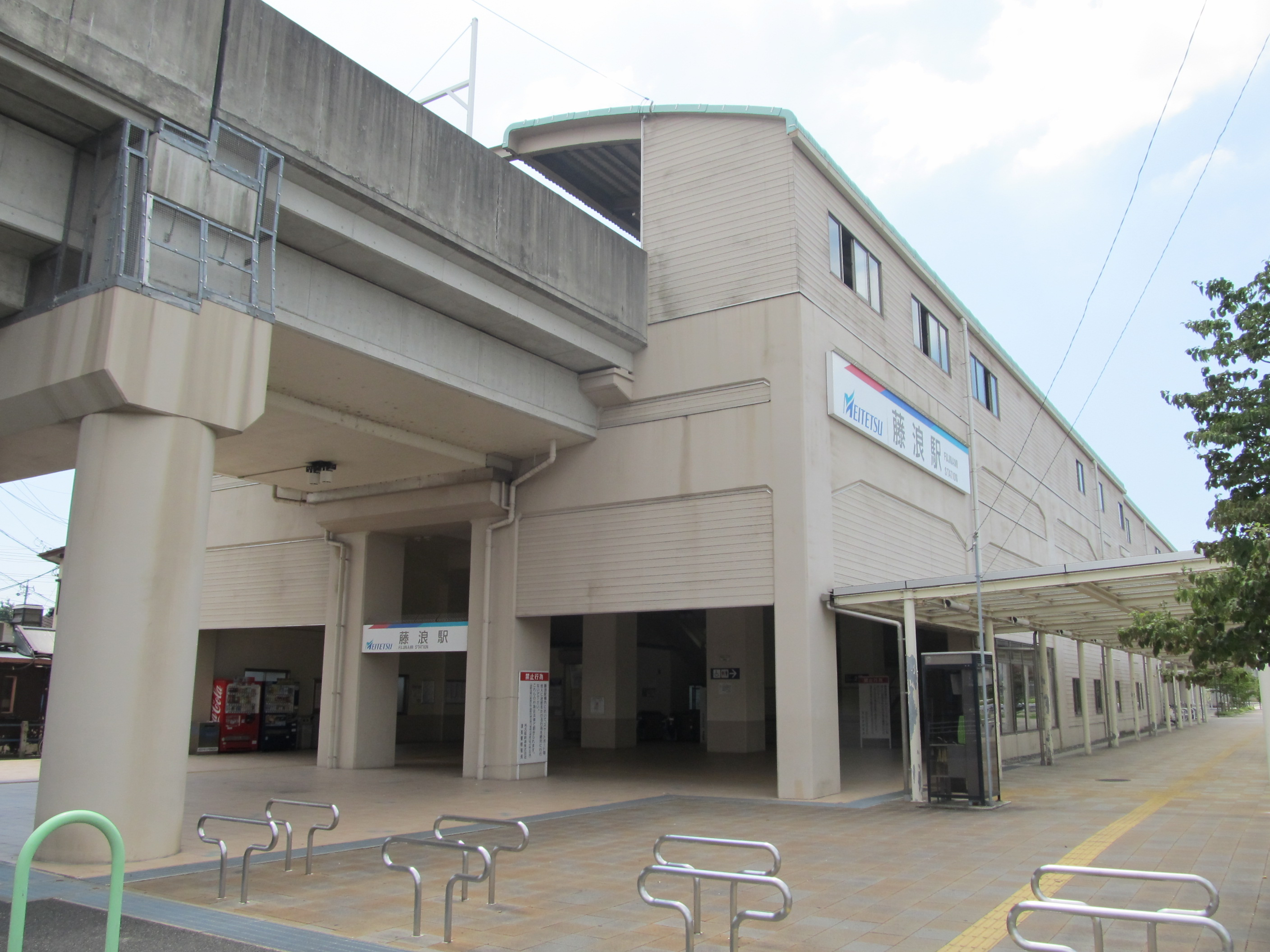
藤浪車站
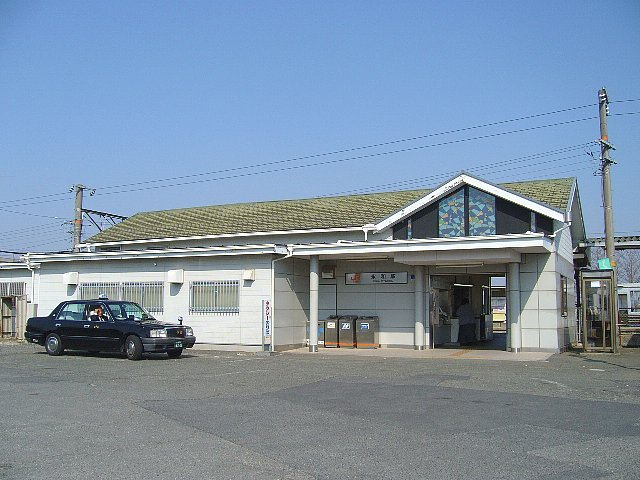
永和車站

### 公路
高速公路
- 東名阪自動車道：（蟹江町） - （轄內未設置交流道或休息區） - （彌富市）

## 觀光資源
在西側木曾川與長良川之間的河灘地上的東海廣場和船頭平河川公園，為日本最大的國營公園－國營木曾三川公園的一部分；過去在19世紀以前，長良川和木曾川原本已在此區域合流，19世紀末木曾三川分流工程完成後，兩條河道被分開分別流入伊勢灣，但當時為讓來自兩條河川上游的船隻可以繼續在此往來，因此在船頭平河川公園內設有船頭平閘門，同時配合兩條河川水位的差異設置了兩個水閘門，讓船隻可在其之間調整水位高度。此閘門設施現已被列為國家重要文化財產，目前雖然已無船隻需要在兩條河川之間往來的需求，但仍針對旅客提供觀光船讓旅客體驗船隻經由此閘門設施往來兩條河川的過程。

## 外部連結
- （日語） YouTube上的愛西市政府頻道
- （日語） 愛西桑的Facebook專頁
- （日語） 愛西市觀光協會 （页面存档备份，存于）